# موراگ پیرس
موراگ پیرس (انگلیسی: Morag Pearce؛ زادهٔ) بازیکن سابق فوتبال اهل انگلستان است. او در مسابقات اروپایی فوتبال زنان ۱۹۸۴ شرکت کرد که در آن انگلیس در فینال مقابل سوئد شکست خورد.
وی همچنین در تیم ملی فوتبال زنان انگلستان بازی کرده است.